# Brasile ai XXIV Giochi olimpici invernali
Il Brasile ha partecipato ai XXIV Giochi olimpici invernali, che si sono svolti dal 4 al 20 febbraio 2022 a Pechino in Cina, con una delegazione composta da 10 atleti.

## Delegazione
| Sport        | Uomini | Donne | Totale |
| ------------ | ------ | ----- | ------ |
| Bob          | 4      | -     | 4      |
| Freestyle    | -      | 1     | 1      |
| Sci alpino   | 1      | -     | 1      |
| Sci di fondo | 1      | 2     | 3      |
| Skeleton     | -      | 1     | 1      |
| Totale       | 6      | 4     | 10     |

## Risultati

### Bob
| Atleti                                                              | Evento                 | 1ª manche | 1ª manche | 2ª manche | 2ª manche | 3ª manche | 3ª manche | 4ª manche       | 4ª manche       | Totale  | Totale |
| Atleti                                                              | Evento                 | Tempo     | Pos.      | Tempo     | Pos.      | Tempo     | Pos.      | Tempo           | Pos.            | Tempo   | Pos.   |
| ------------------------------------------------------------------- | ---------------------- | --------- | --------- | --------- | --------- | --------- | --------- | --------------- | --------------- | ------- | ------ |
| Edson Bindilatti Edson Martins                                      | Bob a due maschile     | 1'01"11   | 29ª       | 1'01"36   | 29ª       | 1'01"34   | 29ª       | Non qualificati | Non qualificati | 3'03"81 | 29ª    |
| Edson Bindilatti Erick Jerônimo Edson Martins Rafael Souza da Silva | Bob a quattro maschile | 59"49     | 20ª       | 59"60     | 16ª       | 59"78     | 23ª       | 59"61           | 16ª             | 3'58"48 | 20ª    |

### Freestyle
Gobbe
| Sabrina Cass | Gobbe femminile | 32"13 | 50,41 | 21ª | 31"25 | 49,34 | 16ª | Non qualificata | Non qualificata | Non qualificata | Non qualificata | Non qualificata | Non qualificata | Non qualificata | Non qualificata | Non qualificata |

### Sci alpino
| Atleta        | Evento                   | Tempo     | Tempo     | Tempo  | Posizione |
| Atleta        | Evento                   | 1ª manche | 2ª manche | Totale | Posizione |
| ------------- | ------------------------ | --------- | --------- | ------ | --------- |
| Michel Macedo | Slalom gigante maschile  | DNS       | DNS       | DNS    | DNS       |
| Michel Macedo | Slalom speciale maschile | 59"88     | DNF       | DNF    | DNF       |

### Sci di fondo
Distanza
| Atleta           | Evento             | Tecnica classica | Tecnica classica | Tecnica libera | Tecnica libera | Totale    | Totale   | Totale    |
| Atleta           | Evento             | Tempo            | Posizione        | Tempo          | Posizione      | Tempo     | Distacco | Posizione |
| ---------------- | ------------------ | ---------------- | ---------------- | -------------- | -------------- | --------- | -------- | --------- |
| Manex Silva      | 15 km maschile     | N.D.             | N.D.             | N.D.           | N.D.           | 50'35"1   | +12'40"3 | 90º       |
| Manex Silva      | Skiathlon maschile | LAP              | LAP              | LAP            | LAP            | LAP       | LAP      | 67º       |
| Manex Silva      | 50 km maschile     | N.D.             | N.D.             | N.D.           | N.D.           | 1h33'11"8 | +21'39"1 | 58º       |
| Jaqueline Mourão | 10 km femminile    | N.D.             | N.D.             | N.D.           | N.D.           | 36'14"6   | +8'08"3  | 82ª       |
| Eduarda Ribera   | 10 km femminile    | N.D.             | N.D.             | N.D.           | N.D.           | 38'58"7   | +10'52"4 | 90ª       |

Sprint
| Atleta                          | Evento                     | Qualificazione | Qualificazione | Quarti          | Quarti          | Semifinale      | Semifinale      | Finale          | Finale          |
| Atleta                          | Evento                     | Tempo          | Posizione      | Tempo           | Posizione       | Tempo           | Posizione       | Tempo           | Posizione       |
| ------------------------------- | -------------------------- | -------------- | -------------- | --------------- | --------------- | --------------- | --------------- | --------------- | --------------- |
| Manex Silva                     | Sprint maschile            | 3'08"64        | 71º            | Non qualificato | Non qualificato | Non qualificato | Non qualificato | Non qualificato | Non qualificato |
| Jaqueline Mourão                | Sprint femminile           | 4'05"60        | 84ª            | Non qualificata | Non qualificata | Non qualificata | Non qualificata | Non qualificata | Non qualificata |
| Eduarda Ribera                  | Sprint femminile           | 4'14"53        | 88ª            | Non qualificata | Non qualificata | Non qualificata | Non qualificata | Non qualificata | Non qualificata |
| Jaqueline Mourão Eduarda Ribera | Sprint a squadre femminile | N.D.           | N.D.           | N.D.            | N.D.            | LAP             | =12ª            | Non qualificate | =23ª            |

### Skeleton
| Atleta          | Evento            | 1ª manche | 1ª manche | 2ª manche | 2ª manche | 3ª manche | 3ª manche | 4ª manche | 4ª manche | Totale  | Totale    |
| Atleta          | Evento            | Tempo     | Posizione | Tempo     | Posizione | Tempo     | Posizione | Tempo     | Posizione | Tempo   | Posizione |
| --------------- | ----------------- | --------- | --------- | --------- | --------- | --------- | --------- | --------- | --------- | ------- | --------- |
| Nicole Silveira | Singolo femminile | 1'02"58   | 12ª       | 1'02"95   | 13ª       | 1'02"55   | 17ª       | 1'02"40   | 13ª       | 4'10"48 | 13ª       |